# Castilenti
Castilenti es un municipio situado en la provincia de Téramo, en Abruzos (Italia). Tiene una población estimada, a fines de agosto de 2022, de 1338 habitantes.

## Demografía
| Gráfica de evolución demográfica de Castilenti entre 1861 y 2022 |
|                                                                  |
| Fuente: ISTAT - Elaboración gráfica de Wikipedia                 |